# Jean Bérain den yngre
Jean Bérain den yngre, född 1678, död 1726, var en fransk dekoratör. Han var son till Jean Bérain den äldre.
Bérain den yngre var faderns lärjunge och biträde och har ofta blivit förväxlad med denne. Han utförde bland annat en del av ornamentiken i Apollongalleriet i Louvren.